# NA/RM
NA/RM è un singolo del rapper italiano Side Baby, pubblicato l'11 settembre 2024 come quarto estratto dal terzo album in studio Leggendario.

## Descrizione
Il brano vanta la partecipazione dei rapper napoletani Yung Snapp e MV Killa.

## Tracce
1. NA/RM (feat. Yung Snapp e MV Killa) – 2:59